# Robert ďábel
Robert ďábel (v originále Robert le diable) je název opery Giacoma Meyerbeera z roku 1831. Autory libreta jsou Eugène Scribe a Casimir Delavigne.
Toto dílo přineslo v první polovině 19. století Meyerbeerovi velký úspěch, protože patřilo mezi typické zástupce směru velká opera. který je charakteristický mohutnou výpravou a velkými sborovými scénami, často však na úkor hudební a dramatické kvality.
Již na konci 19. století částečně kvůli své nadměrné délce i kvůli sílící antisemitské nenávisti dílo na dlouhou dobu zapadlo, ale v současnosti[kdy?] se opět vrací na scénu. 

## Hlavní postavy
- Robert, normanský kníže (tenor)
- Bertram, jeho přítel (bas)
- Isabella, sicilská šlechtična (soprán)
- Raimbaud (tenor)
- Alice (soprán)

## Obsah
Robert ďábel je velká opera o pěti dějstvích. Její děj se odehrává ve 12. století na Sicílii.

### První dějství
Během turnaje konaného ve vojenském táboře na Sicílii popouzí knížete Roberta jeden z poutníků – Raimbaud, který zpívá píseň o vládci Normandie Robertovi, synovi ďábla. Robert odhaluje svou totožnost knížete Normandie a odsuzuje Raimbauda jako svého poddaného k smrti.
Od tohoto úmyslu odradí Roberta Raimbaudova nevěsta Alice, ve které Robert poznává kamarádku z dětství. Ta přináší Robertovi testament jeho matky, která však nařídila, že si jej smí Robert přečíst, až bude prost všech hříchů. Robert celkem rozumně usoudí, že to zatím není a nechává si dopis u Alice.
Robert je zamilován do sicilské kněžny Isabelly, která jej však odmítá pro jeho žárlivost. Alice se nabízí, že Isabelle odnese Robertův dopis a usmíří ji s ním. To se nelíbí Bertramovi, který by tak ztratil svůj vliv na Roberta. Navrhne proto Robertovi hru, ve které Robert vše prohrává a stává se tak závislým na Bertramovi.

### Druhé dějství
Isabella marně čeká na jakoukoliv zprávu od Roberta. Domnívá se, že na ní zapomněl a proto se zasnoubí s princem z Granady. Do toho přichází Alice s dopisem. Isabella posílá po Alici vzkaz, aby Robert přijel na turnaj konaný u příležitosti zásnub a utkal se o ni s jejím snoubencem. Intrikami Bertrama však Robert tento turnaj nestihne.

### Třetí dějství
Betram se setkává s Raimbaudem, který čeká na Alici a příslibem bohatství jej donutí, aby se jí vzdal. Alice je později svědkem rozhovoru Bertrama s démony, ze kterého se dozví, že Bertram musí získat pro peklo Roberta, jinak bude sám zničen.
Bertram přemluví Roberta ke svatokrádeži - pokud vezme z hrobu svaté Rosálie růžovou ratolest, podaří se mu prý získat Isabellu. Robert se zachová podle této rady a ratolest opravdu utrhne.

### Čtvrté dějství
Robert pomocí ratolesti uspí stráže a chystá se unést Isabellu. Isabella se probouzí a dochází jí, že Robert je pod nadvládou zlých sil. Snaží se jej zadržet nejprve prosbami a modlitbami, později s pomocí dvořanů a vojáků. Robert však s Bertramovou pomocí uniká.

### Páté dějství
Bertram odvádí Roberta před pronásledovateli do chrámu a slibuje mu Isabellu, pokud se upíše ďáblu. Zároveň se prohlašuje za Robertova otce. Do toho vstupuje Alice a čte z dopisu Robertovy matky - je to varování před Bertramem a jeho spojením s pekelnými silami. Robert se konečně vymaňuje z moci Bertrama, který se díky tomu propadá do pekla.
Jednání končí dvojí svatbou – Roberta s Isabellou a Raimbauda s Alicí.